# Tentaciones
Tentaciones é uma telenovela mexicana exibida pela Azteca e produzida por Ana Celia Urquidi em 1998. 
É baseada na obra colombiana Sangre de lobos, produzida em 1990.
Foi protagonizada por José Ángel Llamas e Lorena Rojas com antagonização de Ana de la Reguera.

## Elenco
- José Ángel Llamas - Gabriel Segovia
- Lorena Rojas - Julia Muñóz
- Guillermo Murray - Eugenio Segovia
- Omar Fierro - Martín Farías
- Judy Henríquez - Mercedes Villegas de Segovia
- Mercedes Pascual - Generosa
- Juan Manuel Bernal - Diego Segovia
- María Renée Prudencio - Lorenza Segovia
- Ana de la Reguera - Fernanda Segovia
- Liat Heras Sclar - Lucía
- Chela Arias - Mariela Arroyo
- Marina de Tavira - Eliana
- Carlos Torres Torrija - Federico
- Farnesio de Bernal - Fermín
- Arturo Ríos - Javier
- Luis Rábago - Hernán